# Bagaya
Bagaya ist ein Dorf im Süden Senegals. Es ist Teil der Gemeinde (commune) Balinghore im Departement Bignona der Region Ziguinchor.

## Geographische Lage
Bagaya liegt im Gebiet der Casamance am rechten westlichen Ufer des Marigot de Bignona der vom nördlichen rechten Ufer des Casamance kurz vor der Mündung in den Atlantik nach Norden Richtung Bignona abzweigt und mit seinem der Gezeitenströmung unterworfenen bis zu zwei Kilometer breiten Bett an Bagaya vorbeiführt. Balinghore, der Hauptort der Gemeinde, liegt sechseinhalb Kilometer nordöstlich von hier. Die nächstgelegenen Städte sind die Départementspräfektur Bignona (19 Kilometer Richtung Nordosten) und die Regionalpräfektur Ziguinchor (22 Kilometer Richtung Südosten).
Das Dorf besteht aus mehreren Ortsteilen, die sich als Streusiedlung über eine Fläche von mehr als zwei Quadratkilometern im Busch verteilen. Um das Dorf herum gibt es Reisfelder (rizières) am Rande des Marigot de Bignona.

## Bevölkerung
Nach dem Stand von 2004 hatte das Dorf Bagaya 1020 Einwohner in 142 Haushalten. Im Jahr 2013 wurde von 1260 Einwohnern in 131 Haushalten ausgegangen.

## Verkehr
Bagaya liegt abseits des Fernstraßennetzes. Eine asphaltierte Straße von Bignona nach Elana führt durch das Dorf.

## Wirtschaft und Infrastruktur
Bagaya hat eine Grundschule. Weiterführende Schulen gibt es in Bignona. Weil es an Schulen und Arbeitsplätzen fehlt, wandern viele junge Menschen in die großen Städte Senegals ab.
Es gibt eine Geburtshilfe- und Krankenstation. Traditionelle Medizin wird auch praktiziert.

## Landwirtschaft und Ernährung

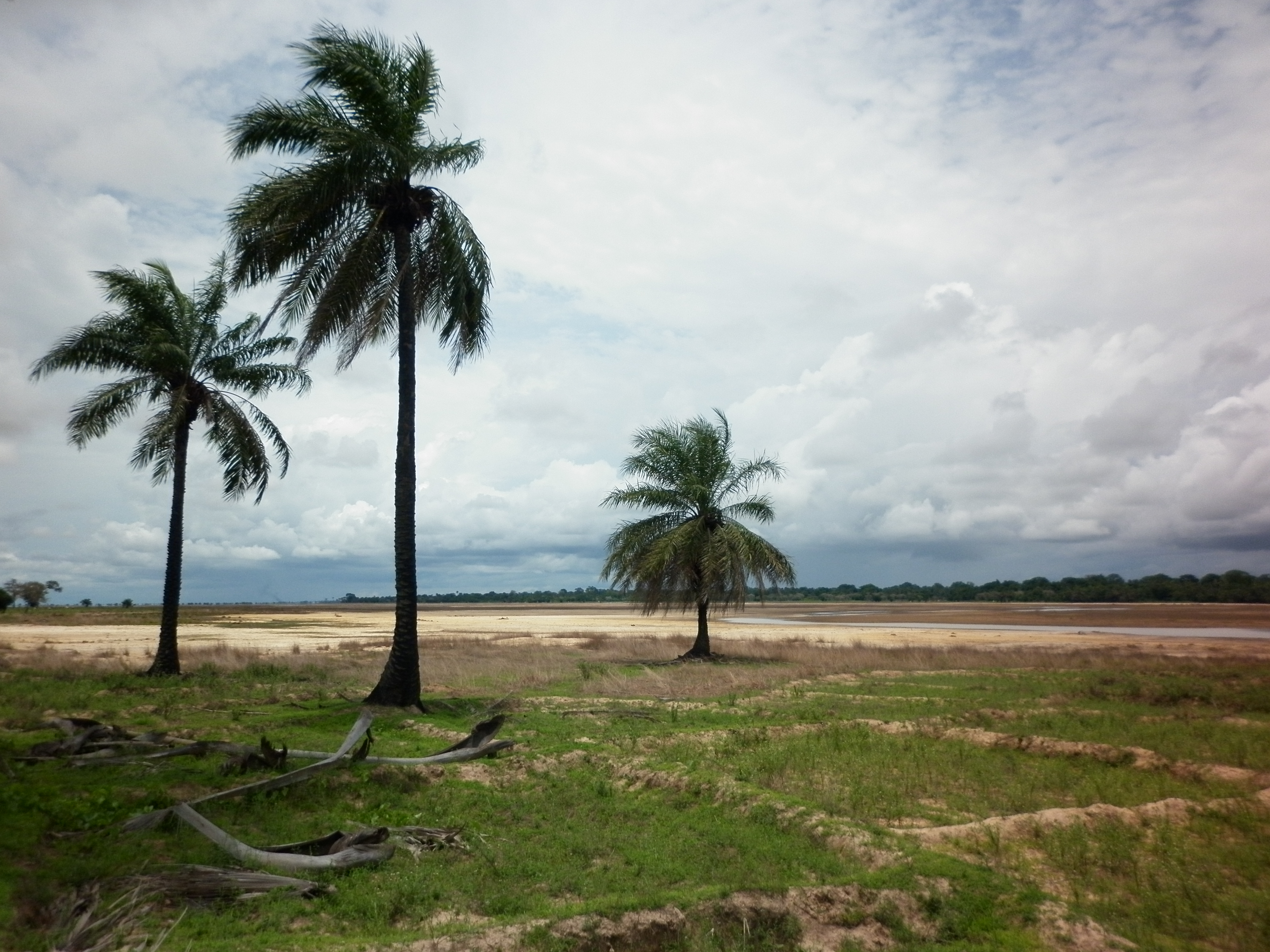
Reisfelder in Bagaya

Die meisten Familien produzieren Reis, Erdnüsse, Mangos, Cashewkerne, Hirse, Maniok, Ölpalmen und Kokosnüsse für den privaten oder lokalen Verbrauch.
Tiere wie Hühner, Ziegen und Kühe werden in großem Umfang gezüchtet. Milch wird nicht für den menschlichen Verzehr verwendet, da es keine Kühlinfrastruktur gibt und der Transport so nicht möglich ist.
Gemüse wird wenig angebaut und gegessen. Die Mahlzeiten sind eher eintönig; zwei Mahlzeiten pro Tag, bestehend aus Reis, sind keine Seltenheit. Morgens wird häufig Hirse gegessen. Fleisch gibt es nur zu festlichen Anlässen.

## Wasser und Klima
Grundwasser befindet sich in 20 Meter Tiefe. Normalerweise gibt es eine Quelle pro Ortsteil. Die Quellen liefern das ganze Jahr über Wasser. Wasser wird auf dem Kopf transportiert. Trinkwasser und Waschwasser werden in getrennten Fässern aufbewahrt.
In der Regenzeit von Juli bis August fällt normalerweise reichlich Regen. Reis wird Mitte August gepflanzt und um Weihnachten und Neujahr geerntet. Wenn es nicht genug regnet, kann kein Reis gepflanzt werden und die Menschen leiden Not.

### Wasserversorgung
In den 80er Jahren genehmigte die senegalesische Regierung ein integriertes Projekt im Arrondissement de Tendouck, das vor allem Bohrungen im Nachbardorf Mandégane zur Verbesserung der Trinkwasserversorgung der lokalen Bevölkerung vorsah. Weil die Wasserversorgung trotz jahrzehntelanger Versprechungen immer noch nicht in Betrieb war, hat der seit 1989 tätige Partnerschaftsverein Werkgroep Bagaya-Kapelle vzw aus Sint-Ulriks-Kapelle, einem Ortsteil der Belgischen Gemeinde Dilbeek, den Bau von Wasserleitungen in Bagaya unterstützt, damit jedes Haus Zugang zu sauberem Trinkwasser bekommt. Der Verein unterstützt die Menschen auch in Gesundheitsversorgung, Bildung und Landwirtschaft.